# HD 93083
HD 93083, nombrada por la Unión Astronómica Internacional (UAI) como Macondo, es una estrella de magnitud 8,33 en la constelación de Antlia. Es una enana naranja de clase espectral K2V, un poco menos caliente y luminosa que el Sol. Existe un exoplaneta orbitándola.

## Sistema planetario
En 2005, se anunció el descubrimiento de un planeta orbitando HD 93083. El planeta fue descubierto usando el método de la velocidad radial.

## Buque de Salvamento
Salvamento Marítimo de España, entidad dependiente del Gobierno de la Nación bautiza un buque de su servicio como Salvamar Macondo.
| Planeta | Masa    | Semieje mayor (UA) | Período orbital (días) | Excentricidad |
| ------- | ------- | ------------------ | ---------------------- | ------------- |
| b       | 0,37 MJ | 0,477              | 143,58 ± 0,60          | 0,14 ± 0,03   |